# Lewisberry
Lewisberry és una població dels Estats Units a l'estat de Pennsilvània. Segons el cens del 2000 tenia 385 habitants.

## Demografia
Segons el cens del 2000, Lewisberry tenia 385 habitants, 146 habitatges, i 102 famílies. La densitat de població era de 1.143,5 habitants/km².
Dels 146 habitatges en un 43,8% hi vivien nens de menys de 18 anys, en un 53,4% hi vivien parelles casades, en un 9,6% dones solteres, i en un 29,5% no eren unitats familiars. En el 26% dels habitatges hi vivien persones soles el 10,3% de les quals corresponia a persones de 65 anys o més que vivien soles. El nombre mitjà de persones vivint en cada habitatge era de 2,64 i el nombre mitjà de persones que vivien en cada família era de 3,16.
Per edats la població es repartia de la següent manera: un 30,4% tenia menys de 18 anys, un 6% entre 18 i 24, un 40,3% entre 25 i 44, un 13,2% de 45 a 60 i un 10,1% 65 anys o més.
L'edat mediana era de 32 anys. Per cada 100 dones de 18 o més anys hi havia 91,4 homes.
La renda mediana per habitatge era de 49.844 $ i la renda mediana per família de 58.125 $. Els homes tenien una renda mediana de 31.667 $ mentre que les dones 27.250 $. La renda per capita de la població era de 16.147 $. Entorn del 4,5% de les famílies i el 3,9% de la població estaven per davall del llindar de pobresa.

## Poblacions més properes
El següent diagrama mostra les poblacions més properes.